# La última emperatriz
The Last Empress  (en hangul, 황후의 품격; romanización revisada, Hwanghuui pumgyeok), es una serie de televisión surcoreana de acción transmitida del 21 de noviembre de 2018 hasta el 21 de febrero de 2019 por SBS.

## Sinopsis
La serie está ambientada en la monarquía constitucional del 2018, y sigue a Oh Sunny, una actriz musical que termina casándose con el Emperador del Imperio Coreano, Lee Hyuk luego de salvarle la vida.
Sunny está en busca del verdadero amor y la felicidad mientras se abre camino a través de la vida en el Palacio.
Sin embargo cuando es acusada falsamente del asesinato de la Gran Emperatriz Viuda Jo, la abuela del Emperador, comienza a darse cuenta de las verdaderas personalidades de los miembros del palacio y sus crímenes, por lo que se une a partidarios que la ayudan a encontrar pistas que la permitan descubrir la verdad sobre el asesinato de la Gran Emperatriz Viuda y sus otros crímenes, con el objetivo de destruir a la familia Imperial.

## Reparto

### Personajes principales
- Jang Na-ra como Oh Sunny, es una aspirante a actriz musical con una personalidad brillante y alegra, que suple el rechazo de los directores. Después de salvarle la vida al Emperador, se convierte en su esposa y en la Emperatriz del Imperio Coreano. Aunque al inicio cree que el Emperador está enamorado de ella, pronto se da cuenta de que en realidad debe luchar contra el poder absoluto del Palacio, para descubrir la verdad detrás de la muerte de la Gran Emperatriz Viuda y así derrotar a la corrupta familia imperial.[3]
- Choi Jin-hyuk como Na Wang-sik / Chun Woo-bin, Na Wang-sik, es un niño obeso y pícaro que a menudo usa malas palabras y ordena a sus subordinados. Es un luchador natural, pero también un hijo y hermano amoroso. Después de que su madre es asesinada, secretamente dentro de él comienza a crecer un odio hacia la familia imperial, a quienes considera responsables y busca vengarse, por lo que entrena duro y pierde peso, para infiltrar a la casa imperial. Ahora un adulto, cambia su identidad por "Chun Woo-bin", y se convierte en el guardaespaldas imperial de más confianza del Emperador, más tarde comienza a trabajar como guardaespaldas de la Emperatriz Sunny, de quien comienza a enamorarse.[4]
- Shin Sung-rok como el Emperador Lee Hyuk, es el Emperador del Imperio Coreano, un poderoso gobernante que es respetado por el pueblo. Es un hombre atractivo, talentoso y elocuente, pero debajo de su apariencia agradable se encuentra una personalidad peligrosa y débil. Aunque al inicio intenta matar a Sunny poco a poco se enamora de ella e intenta protegerla de su madre, la Emperatriz Viuda Kang y de Min Yoo-ra.
- Lee Elijah como Min Yoo-ra, es la secretaria imperial en jefe, es una mujer ingeniosa, decidida, confiada y codiciosa que comienza una aventura en secreto con el Emperador para tener poder. Sin embargo cuando este descubre que ella lo ha estado engañando intenta matarla.[5][6]
- Shin Eun-kyung como la Emperatriz Viuda Kang Eun-ran, Es la madre del Emperador Lee Hyuk, del Príncipe Heredero Lee Yoon y la Princesa So-jin. Es una mujer desagradable, intrépida y poderosa que tiene autoridad absoluta dentro del palacio y sobre el Emperador, a quien maneja a su antojo. También es una protectora feroz de sus hijos, y busca destruir a cualquiera que haga peligrar su estatus dentro del Palacio.[7]

### Personajes secundarios

#### Familia Imperial
- Oh Seung-yoon como el Príncipe Heredero Lee Yoon / Vincent Lee. Es el hermano del Emperador Lee Hyuk, quien después de presenciar la muerte de la ex-Emperatriz y numerosos crímenes a manos de su madre la Emperatriz Kang, decide huir del palacio y usar el nombre falso de "Vincent Lee", con el que revela los secretos del palacio imperial. Está enamorado de Oh Hel-ro, la hermana menor de la Emperatriz Sunny.[8]
- Lee Hee-jin como la Princesa So-jin. Es la hermana del Emperador Lee Hyuk y del Príncipe Heredero Lee Yoon. Está enamorada de Chun Woo-bin.[9][10]
- Oh Ah-rin como la Princesa Ah-ri. Es la hija del Emperador Lee Hyuk y de Seo Kang-hee, una de las empleadas del palacio. Ah-ri no sabe que Kang-hee es su madre biológica y ve y quiere a la Emperatriz Oh Sunny como si fuera su verdadera madre, lo que causa los celos de Kang-hee.
- Park Won-sook como la Gran Emperatriz Viuda Jo. Es la abuela del Emperador Lee Hyuk, el Príncipe Heredero Lee Yoon y la Princesa So-jin. Protege y a Sunny de las artimañas de la Emperatriz Viuda Kang y de Min Yoo-ra, sin embargo más tarde es asesinada luego de ser envenenada por Kang, quien buscada usurpar su puesto dentro del Palacio.
- Shin Go-eun como la Emperatriz Sohyun. Es el primer amor y la primera esposa del Emperador Lee Hyuk. Sohyun muere estando embarazada luego de tener una pelea con Lee Hyuk, mientras intentaba hacerle ver que su madre la Emperatriz Viuda Jo, lo estaba engañando.

#### Familia de Sunny
- Stephanie Lee como Oh Hel-ro, es la hermana menor de Sunny, quien trabaja en el centro comercial Imperial. Hel-ro está enamorada de Vincent Lee, sin saber que su verdadera identidad es la de ser el Príncipe Heredero Lee Yoon. Hel-ro hace todo lo que está en sus manos para proteger a Sunny, cuando descubre el infierno que su hermana está pasando dentro del Palacio.
- Yoon Da-hoon como Oh Geum-mo, es el padre de Sunny y Hel-ro.
- Lee Ji-ha como la fallecida madre de Sunny.

#### Empleados del palacio
- Kim Myung-soo como Byun Baek-ho, es un exguardia imperial y el padre de la emperatriz So-hyun. Luego de la muerte de su hija, ayuda a Na Wang-sik para descubrir la verdadera razón de su muerte.
- Yoon So-yi como Seo Kang-hee, trabaja como la niñera de la Princesa Ah-ri, sin embargo en realidad es su madre biológica. Jang-hee es una mujer envidiosa y codiciosa, que busca destruir a Sunny para tener la atención del Emperador, por lo que se une a la Emperatriz Viuda Kang en su plan de destruir a Sunny, a cambio de que su hija sea nombrada como Princesa Heredera en vez del Príncipe Lee Yoon.[11]
- Hado Kwon como el Jefe de la Guardia Imperial.
- Lee Soo-ryun como Choi Tae-jung, la asistente principal de la Emperatriz Viuda Kang.
- Kim Min-ok como Hong So-mae la asistente principal de la Gran Emperatriz Viuda Jo.
- Choi Ja-hye como Ha Jeong-dan, una dama de la corte de la Gran Emperatriz Viuda Jo.

### Otros personajes
- Yoon Joo-man como Ma Pil-joo, es la mano derecha del Emperador y hace todo el trabajo sucio por él.
- Hwang Young-hee como Baek Do-hee, es la madre de Na Wang-sik (ep. #1-3, 41).
- Oh Han-kyul como Na Dong-sik, es el hijo de Min Yoo-ra.
- Yoo Gun como Kang Joo-seung, es el prometido de Min Yoo-ra y guardia imperial de la Emperatriz Sohyun.
- Kim Yoon-ji como Hyun-joo, es una colega de Sunny y actriz musical que está celosa de ella.[12]
- Ha Do-kwon como Chu Ki-jung, es el jefe de la guardia imperial.
- Tae Hang-ho como Na Wang-sik (ep. #1-6)
- Go Se-won  como el Primer Ministro.

### Apariciones especiales
- Park Chan-min como un presentador de noticias (Ep. #1).
- Yoon Jong-hoon como el hermano de Kang Joo-seung, un terrorista que intenta matar al Emperador (Ep. #1-2).
- Park Gyu-ri como una mujer suicida (Ep. #13).
- Song Jae-hee como el padre del Emperador Lee Hyuk y del Príncipe Heredero Lee Yoon (Ep. #14 y 19).
- Jo Dong-hyuk como un detective (Ep. #17-20).
- Son Chang-min como Goo Pil-mo, el Jefe del departamento de Neurocirugía del Hospital de la Universidad Imperial de Daehan (Ep. #23-24).
- Dasom como Yang Dal-hee, una dama de la corte (Ep. #28).[13]
- Dong Hyun-bae como el detective que investiga el ataque al Príncipe Heredero Lee Yoo.[14]
- Ahn Nae-sang como un detective (ep. #43-44).

## Episodios
La serie está conformada por 52 episodios, los cuales son emitidos todos los miércoles y jueves a las 22:00 (KST).

### Índices de audiencia
| Ep. | Título en Inglés (Título en coreano)                                 | Fecha de Estreno        | Promedio de audiencia compartida | Promedio de audiencia compartida | Promedio de audiencia compartida |
| Ep. | Título en Inglés (Título en coreano)                                 | Fecha de Estreno        | TNmS                             | AGB Nielsen                      | AGB Nielsen                      |
| Ep. | Título en Inglés (Título en coreano)                                 | Fecha de Estreno        | Escala Nacional                  | Escala Nacional                  | Seúl                             |
| --- | -------------------------------------------------------------------- | ----------------------- | -------------------------------- | -------------------------------- | -------------------------------- |
| 1 | Thank You, Your Majesty (감사합니다 폐하)                            | 21 de noviembre de 2018 | 7,4 %                            | 7,2 % (14.º)                     | 7,7 % (12.º)                     |
| 2 | Thank You, Your Majesty (감사합니다 폐하)                            | 21 de noviembre de 2018 | 8,1 %                            | 7,6 % (11.º)                     | 8,6 % (8.º)                      |
| 3 | Always the Main Character (항상 주인공입니다)                        | 22 de noviembre de 2018 | 8,0 %                            | 7,6 % (13.º)                     | 8,6 % (9.º)                      |
| 4 | Always the Main Character (항상 주인공입니다)                        | 22 de noviembre de 2018 | 8,5 %                            | 8,5 % (9.º)                      | 9,3 % (8.º)                      |
| 5 | Can You Accept Me? (나 좀 받아줄래요?)                               | 28 de noviembre de 2018 | 5,9 %                            | 5,7 % (20º)                      | 5,8 % (17.º)                     |
| 6 | Can You Accept Me? (나 좀 받아줄래요?)                               | 28 de noviembre de 2018 | 7,0 %                            | 7,9 % (10.º)                     | 8,4 % (9.º)                      |
| 7 | The Korean Empire's Empress (대한 제국 황후)                         | 29 de noviembre de 2018 | 7,2 %                            | 7,6 % (13.º)                     | 8,0 % (11.º)                     |
| 8 | The Korean Empire's Empress (대한 제국 황후)                         | 29 de noviembre de 2018 | 8,2 %                            | 9,3 % (7.º)                      | 9,9 % (5.º)                      |
| 9 | I'll Kill You All (내가 다 죽여버릴 거야)                            | 5 de diciembre de 2018  | 6,8 %                            | 6,1 % (18.º)                     | 6,8 % (13.º)                     |
| 10 | I'll Kill You All (내가 다 죽여버릴 거야)                            | 5 de diciembre de 2018  | 9,2 %                            | 9,3 % (7.º)                      | 10,1 % (5.º)                     |
| 11 | Don't Trust Anyone in the Palace (궁에선 아무도 믿지 마)             | 6 de diciembre de 2018  | 8,3 %                            | 7,9 % (12.º)                     | 8,3 % (9.º)                      |
| 12 | Don't Trust Anyone in the Palace (궁에선 아무도 믿지 마)             | 6 de diciembre de 2018  | 10,1 %                           | 10,5 % (6.º)                     | 11,5 % (3.º)                     |
| 13 | Cheer Up, Empress (힘내십시오, 마마)                                 | 12 de diciembre de 2018 | 6,8 %                            | 8,2 % (10.º)                     | 8,6 % (10.º)                     |
| 14 | Cheer Up, Empress (힘내십시오, 마마)                                 | 12 de diciembre de 2018 | 9,1 %                            | 11,5 % (4.º)                     | 12,3 % (3.º)                     |
| 15 | Already the Once Gruel Life (이미 한번 죽은 목숨)                    | 13 de diciembre de 2018 | 9,6 %                            | 11,0 % (8.º)                     | 12,4 % (4.º)                     |
| 16 | Already the Once Gruel Life (이미 한번 죽은 목숨)                    | 13 de diciembre de 2018 | 12,3 %                           | 14,0 % (3.º)                     | 15,4 % (2.º)                     |
| 17 | Destroy the Imperial House (황실을 박살 낼 겁니다)                   | 19 de diciembre de 2018 | 8,5 %                            | 10,0 % (8.º)                     | 10,8 % (6.º)                     |
| 18 | Destroy the Imperial House (황실을 박살 낼 겁니다)                   | 19 de diciembre de 2018 | 11,9 %                           | 13,3 % (3.º)                     | 14,5 % (2.º)                     |
| 19 | I Love You, Your Majesty (사랑해요 폐하)                             | 20 de diciembre de 2018 | 10,9 %                           | 11,4 % (6.º)                     | 12,0 % (5.º)                     |
| 20 | I Love You, Your Majesty (사랑해요 폐하)                             | 20 de diciembre de 2018 | 13,3 %                           | 14,6 % (2.º)                     | 15,5 % (2.º)                     |
| 21 | Appoints the Chief Imperial Guard (경호대장에 임명한다)              | 26 de diciembre de 2018 | 11,0 %                           | 12,6 % (6.º)                     | 13,7 % (4.º)                     |
| 22 | Appoints the Chief Imperial Guard (경호대장에 임명한다)              | 26 de diciembre de 2018 | 13,1 %                           | 16,1 % (2.º)                     | 17,3 % (1.ª)                     |
| 23 | Die (죽어)                                                           | 27 de diciembre de 2018 | 13,7 %                           | 15,1 % (4.º)                     | 16,2 % (3.º)                     |
| 24 | Die (죽어)                                                           | 27 de diciembre de 2018 | 15,8 %                           | 17,9 % (2.º)                     | 18,9 % (1.º)                     |
| 25 | Tell Me the Truth (진실을 말해주세요)                                | 2 de enero de 2019      | 11,0 %                           | 12,5 % (3.º)                     | 12,4 % (3.º)                     |
| 26 | Tell Me the Truth (진실을 말해주세요)                                | 2 de enero de 2019      | 14,5 %                           | 15,8 % (2.º)                     | 16,3 % (2.º)                     |
| 27 | Let's Play, Sunny (써니야 놀자)                                      | 3 de enero de 2019      | 13,7 %                           | 14,0 % (3.º)                     | 14,7 % (3.º)                     |
| 28 | Let's Play, Sunny (써니야 놀자)                                      | 3 de enero de 2019      | 15,1 %                           | 16,0 % (2.º)                     | 16,9 % (2.º)                     |
| 29 | I'll Keep It (지켜줄게요)                                            | 9 de enero de 2019      | 10,7 %                           | 11,8 % (6.º)                     | 12,7 % (5.º)                     |
| 30 | I'll Keep It (지켜줄게요)                                            | 9 de enero de 2019      | 13,9 %                           | 14,9 % (2.º)                     | 15,9 % (2.º)                     |
| 31 | I Like It (제가 좋아합니다)                                          | 10 de enero de 2019     | 11,7 %                           | 12,5 % (5.º)                     | 13,5 % (3.º)                     |
| 32 | I Like It (제가 좋아합니다)                                          | 10 de enero de 2019     | 13,7 %                           | 15,3 % (2.º)                     | 16,7 % (2.º)                     |
| 33 | You Look Pretty (예쁘시네요)                                         | 17 de enero de 2019     | 11,1 %                           | 12,2 % (5.º)                     | 12,9 % (3.º)                     |
| 34 | You Look Pretty (예쁘시네요)                                         | 17 de enero de 2019     | 13,5 %                           | 15,2 % (2.º)                     | 16,1 % (2.º)                     |
| 35 | You Have To Be Strong (강해지셔야 돼요)                              | 23 de enero de 2019     | 10,5 %                           | 11,0 % (7.º)                     | 11,6 % (4.º)                     |
| 36 | You Have To Be Strong (강해지셔야 돼요)                              | 23 de enero de 2019     | 12,3 %                           | 14,0 % (2.º)                     | 15,2 % (2.º)                     |
| 37 | Please Catch the Truth (진범을 잡아주세요)                           | 24 de enero de 2019     | 9,7 %                            | 10,9 % (6.º)                     | 11,0 % (5.º)                     |
| 38 | Please Catch the Truth (진범을 잡아주세요)                           | 24 de enero de 2019     | 12,0 %                           | 13,9 % (2.º)                     | 14,3 % (2.º)                     |
| 39 | I Like Her Majesty (황후 마마를 좋아합니다)                          | 30 de enero de 2019     | 12,3 %                           | 12,9 % (5.º)                     | 13,5 % (3.º)                     |
| 40 | I Like Her Majesty (황후 마마를 좋아합니다)                          | 30 de enero de 2019     | 14,7 %                           | 15,0 % (2.º)                     | 15,3 % (2.º)                     |
| 41 | Do Not Run Away (도망치지마)                                         | 31 de enero de 2019     | 13,0 %                           | 14,9 % (3.º)                     | 15,5 % (3.º)                     |
| 42 | Do Not Run Away (도망치지마)                                         | 31 de enero de 2019     | 14,8 %                           | 16,7 % (2.º)                     | 17,1 % (2.º)                     |
| 43 | You Murderer, Die (살인자 새끼, 죽어)                                | 7 de febrero de 2019    | 11,1 %                           | 12,2 % (6.º)                     | 12,7 % (4.º)                     |
| 44 | You Murderer, Die (살인자 새끼, 죽어)                                | 7 de febrero de 2019    | 13,1 %                           | 14,5 % (2.º)                     | 15,2 % (2.º)                     |
| 45 | Live As My Woman Until You Die (죽을 때까지 내 여자로 살아)          | 13 de febrero de 2019   | 11,1 %                           | 11,0 % (7.º)                     | 11,1 % (5.º)                     |
| 46 | Live As My Woman Until You Die (죽을 때까지 내 여자로 살아)          | 13 de febrero de 2019   | 13,5 %                           | 13,9 % (2.º)                     | 14,1 % (2.º)                     |
| 47 | I Want the Empire of Korea (대한 제국을 부탁합니다)                  | 14 de febrero de 2019   | 11,9 %                           | 12,4 % (7.º)                     | 12,4 % (5.º)                     |
| 48 | I Want the Empire of Korea (대한 제국을 부탁합니다)                  | 14 de febrero de 2019   | 14,0 %                           | 14,6 % (3.º)                     | 14,7 % (3.º)                     |
| 49 | The Last Day of the Imperial Family (황실의 마지막 날)               | 20 de febrero de 2019   | 11,0 %                           | 11,7 % (6.º)                     | 11,7 % (4.º)                     |
| 50 | The Last Day of the Imperial Family (황실의 마지막 날)               | 20 de febrero de 2019   | 13,1 %                           | 13,8 % (3.º)                     | 14,2 % (2.º)                     |
| 51 | The Last Imperial Family of the Korean Empire (대한제국 마지막 황실) | 21 de febrero de 2019   | 13,2 %                           | 14,1 % (5.º)                     | 13,9 % (4.º)                     |
| 52 | The Last Imperial Family of the Korean Empire (대한제국 마지막 황실) | 21 de febrero de 2019   | 15,7 %                           | 16,5 % (2.º)                     | 16,8 % (2.º)                     |
| Promedio | Promedio                                                             | Promedio                | 11,3 %                           | 12,2 %                           | 12,9 %                           |
| Especial | Special Episode (몰아보기 스페셜)                                    | 16 de enero de 2019     | 5,5 %                            | 5,8 % (NR)                       | 6,3 % (16.º)                     |
| Especial | Special Episode (몰아보기 스페셜)                                    | 16 de enero de 2019     | 4,5 %                            | 4,9 % (NR)                       |                                  |
| Los números en azul representan las calificaciones más bajas de la serie, mientras que los números en rojo representan las calificaciones más altas, |                                                                      |                         |                                  |                                  |                                  |

## Música
El Soundtrack de la serie fue lanzado por "Vlending" y "SBS Contents Hub" y estuvo conformado por 3 partes.

### Parte 1
| No. | Intérprete      | Canción                       | Letra        | Música | Duración |
| --- | --------------- | ----------------------------- | ------------ | ------ | -------- |
| 1   | Jang Deok-cheol | "What Would It Be (어땠을까)" | Kim Ho-kyung | 1601   | 3:56     |
| 2   | -               | "What Would It Be (Inst.)"    | -            | 1601   | 3:39     |

### Parte 2
| No. | Intérprete | Canción                  | Letra        | Música       | Duración |
| --- | ---------- | ------------------------ | ------------ | ------------ | -------- |
| 1   | Gaho       | "Not Over (끝이 아니길)" | Park Sung-il | Park Sung-il | 3:30     |
| 2   | -          | "Not Over (Inst.)"       | -            | Park Sung-il | 3:39     |

### Parte 3
| No. | Intérprete | Canción                                | Letra | Música           | Duración |
| --- | ---------- | -------------------------------------- | ----- | ---------------- | -------- |
| 1   | Kei        | "If I Convey My Heart" (마음을 전하면) | D'DAY | KZ y Jung Su-min | 4:11     |
| 2   | -          | "If I Convey My Heart" (Inst.)         | -     | KZ y Jung Su-min | 4:11     |

### Parte 4
| No. | Intérprete  | Canción                    | Letra                                                              | Música                                                             | Duración |
| --- | ----------- | -------------------------- | ------------------------------------------------------------------ | ------------------------------------------------------------------ | -------- |
| 1   | Park Ji-min | "Deep Voice" (낮은 목소리) | Sebastian Anton Atas, Victor Carl Sjostrom, Red Haired Anne y SING | Sebastian Anton Atas, Victor Carl Sjostrom, Red Haired Anne y SING | 3:23     |
| 2   | -           | "Deep Voice" (Inst.)       | -                                                                  | Sebastian Anton Atas, Victor Carl Sjostrom, Red Haired Anne y SING | 3:23     |

### Parte 5
| No. | Intérprete | Canción                        | Letra                       | Música                      | Duración |
| --- | ---------- | ------------------------------ | --------------------------- | --------------------------- | -------- |
| 1   | Seo Ji-an  | "For Only One Day" (단 하루만) | Seo Jae-ha y Kim Young-sung | Seo Jae-ha y Kim Young-sung | 3:45     |
| 2   | -          | "For Only One Day" (Inst.)     | -                           | Seo Jae-ha y Kim Young-sung | 3:45     |

### Parte 6
| No. | Intérprete | Canción               | Letra          | Música | Duración |
| --- | ---------- | --------------------- | -------------- | ------ | -------- |
| 1   | Giryeon    | "Open Ending"         | Jang Yeon-jung | OneTop | 3:45     |
| 2   | -          | "Open Ending" (Inst.) | -              | OneTop | 3:25     |

## Premios y nominaciones
| Año  | Categoría                                                   | Premio            | Nominado (a)  | Resultado |
| ---- | ----------------------------------------------------------- | ----------------- | ------------- | --------- |
| 2019 | Outstanding Korean Actress                                  | Seoul Drama Award | Jang Na-ra    | Ganó      |
| 2018 | Female Top Excellence (Wed-Thurs drama)                     | SBS Drama Award   | Jang Na-ra    | Ganó      |
| 2018 | Top Excellence Award, Actor in a Wednesday-Thursday Drama   | SBS Drama Award   | Shin Sung-rok | Ganó      |
| 2018 | Male Top Excellence (Wed-Thurs Drama)                       | SBS Drama Award   | Choi Jin-hyuk | Ganó      |
| 2018 | Premio a la excelencia, actriz en serie de miércoles-jueves | SBS Drama Award   | Lee Elijah    | Nominada  |
| 2018 | Mejor actriz infantil                                       | SBS Drama Award   | Oh Ah-rin     | Nominada  |

## Producción
La serie también es conocida como "Empress's Dignity" y "Last Empress".
Fue creada por Park Young-soo, cuenta con el apoyo del director Joo Dong-min, así como del escritor Kim Soon-ok. La producción está a cargo de Lee Hee-soo, mientras que la producción ejecutiva está en manos de Kim Young-min.
La primera lectura del guion de la serie fue realizada el 6 de septiembre del 2018 en el Centro de Producción de la SBS en Ilsan.
La rueda de prensa de la serie con los actores principales fue realizada el 20 de noviembre del 2018.
Originalmente el actor Kim Jung-tae había sido elegido para interpretar a Ma Pil-joo, sin embargo decidió renunciar después de ser diagnosticado con cáncer de hígado, por lo que fue reemplazado por el actor Yoon Joo-man.
Cuenta con el apoyo de la compañía de producción "SM Life Design Group" y es distribuida por la Seoul Broadcasting System "SBS".
En febrero del 2019 se anunció que el actor Choi Jin-hyuk quien interpreta a Na Wang-sik / Chun Woo-bin, no aparecería en los últimos episodios (la parte extendida de la serie) debido a conflictos de programación.

### Popularidad
Debido al éxito de la serie en febrero del 2019 se anunció que la serie había sido extendida, ampliándola de 48 episodios a 52 episodios (agregando cuatro episodios más). Los dos episodios serán de 30 minutos los cuales serán transmitidos los miércoles y jueves, extendiendo la serie hasta el 21 de febrero del mismo año.

### Accidentes
El 19 de noviembre del 2018 el actor Choi Jin-hyuk sufrió una lesión mientras filmaba una escena de acción, que requirió 30 puntos de sutura en su frente.
Mientras que el 18 de diciembre del mismo año, el actor Shin Sung-rok se fracturó un dedo del pie por lo que tuvo que someterse a cirugía al día siguiente.

### Recepción
Desde su estreno la serie mantiene altos índices de audiencia y ha recibido críticas positivas debido a su trama imprevisible y ritmo.
El 27 de diciembre del 2018 durante el 24 episodio, el programa obtuvo calificaciones nacionales de 17.9 %, convirtiéndolo en la miniserie de mayor audiencia diaria para la televisión coreana en el 2018.

## Emisión internacional
- Estados Unidos: TKC-TV (2018-2019).
- Filipinas: GMA Network (2020).
- Indonesia: Trans TV (2019).
- Malasia: Sony ONE (2018-2019).